# گرنروده
گرنروده (به آلمانی: Gernrode) یک منطقهٔ مسکونی در آلمان است که در کوئدلیندبورگ واقع شده‌است. گرنروده ۳٬۵۳۳ نفر جمعیت دارد.

## خواهرخوانده
شهرهای والزروده و Bachant خواهرخوانده‌های گرنروده هستند.